# Curl Curl, New South Wales
Curl Curl este o suburbie în Sydney, Australia.